# Silvio Barros
Silvio Magalhães Barros II (Maringá, 11 de dezembro de 1956) é um político, engenheiro civil e radialista brasileiro, filiado ao Progressistas (PP), e comentarista da CBN Maringá. Atualmente exerce o cargo de prefeito de Maringá, tendo exercido a mesma função entre os anos de 2005 e 2012.

## Biografia
Silvio Magalhães Barros II nasceu em 11 de dezembro de 1956 na cidade de Maringá, filho de Silvio Magalhães Barros e de Bárbara Cecily Netto Barros.
Seu pai também foi um político do Paraná, sendo vereador de Maringá, deputado estadual, deputado federal e prefeito de Maringá.
É irmão de Ricardo Barros, que também foi prefeito de Maringá, além de deputado federal pelo Paraná. É casado com Bernadete Barros.
Silvio Barros II possui graduação superior em engenharia civil, com especialização em engenharia sanitária e ambiental, pela Universidade Estadual de Maringá (UEM).
Foi diretor de planejamento da Empresa Amazonense de Turismo (Amazonastur), além de ter sido o primeiro presidente da Fundação Vitória Amazônica. Também foi diretor para América Latina da World Travel & Tourism Council (WTTC).
Anos depois atuou como Secretário de turismo no Amazonas e no Paraná. Posteriormente também assumiu o cargo de Secretário Nacional no Governo Federal em Brasília.
Em 2004 foi eleito prefeito da cidade de Maringá e reeleito em 2008.
Em 2015 foi nomeado pelo governador Beto Richa para Secretário de Planejamento e Coordenação Geral do Governo do Paraná.
Em 2016 tentou novamente a eleição para Prefeito de Maringá, porém, perdeu o pleito no segundo turno para o candidato e ex-vereador de Maringá, Ulisses Maia do PDT.
É sócio da empresa Solução consultorias.
Com a posse de Cida Borghetti, sua cunhada, foi nomeado secretário de Desenvolvimento Urbano e chefe da Casa Civil.

## Controvérsias

### Irregularidades em desapropriações
Silvio Barros, foi condenado por improbidade administrativa devido a irregularidades nas desapropriações de imóveis entre 2009 e 2012, para a criação do Parque Industrial de Maringá. Além dele, um ex-secretário, o procurador-geral da época e quatro corretores de imóveis também foram condenados. 
Segundo o Ministério Público do Paraná (MP-PR), a desapropriação dos terrenos ocorreu de forma irregular, com intermediação de corretores que cobraram comissões indevidas. O juiz determinou que os envolvidos ressarçam os danos causados e suspendeu seus direitos políticos por três anos. A decisão também inclui multa e possibilidade de recurso. 
A sentença ordenou investigação adicional sobre o deputado Ricardo Barros, seu irmão, citado no processo. 

### Autopromoção
A ex-presidente do Superior Tribunal de Justiça (STJ), ministra Laurita Vaz, manteve a condenação por improbidade administrativa do ex-prefeito de Maringá, Silvio Barros. A condenação está relacionada à acusação de autopromoção com recursos públicos durante seu mandato como prefeito, em 2007. Em 2014, a 5ª Câmara Cível do Tribunal de Justiça do Paraná (TJ-PR) confirmou a sentença, estabelecendo uma multa de R$ 68 mil. O recurso interposto por Barros junto ao STJ foi considerado intempestivo, pois foi apresentado fora do prazo legal.

## Desempenho eleitoral
| Ano  | Eleição              | Partido | Cargo    | Votos para Silvio | Votos para Silvio    | Votos para Silvio | Resultado  | Ref    |
| Ano  | Eleição              | Partido | Cargo    | Votos             | %                    | P.                | Resultado  | Ref    |
| ---- | -------------------- | ------- | -------- | ----------------- | -------------------- | ----------------- | ---------- | ------ |
| 1996 | Municipal de Maringá | PFL     | Prefeito | 31.081            | 23,29% (Turno único) | 2.º               | Não eleito |        |
| 2004 | Municipal de Maringá | PP      | Prefeito | 43.133            | 24,66% (1.º turno)   | 2.º               | Eleito     | [ 10 ] |
| 2004 | Municipal de Maringá | PP      | Prefeito | 92.052            | 53,51% (2.º turno)   | 1.º               | Eleito     | [ 10 ] |
| 2008 | Municipal de Maringá | PP      | Prefeito | 104.820           | 57,04% (1.º turno)   | 1.º               | Eleito     | [ 11 ] |
| 2016 | Municipal de Maringá | PP      | Prefeito | 77.196            | 39,69% (1.º turno)   | 1.º               | Não eleito | [ 12 ] |
| 2016 | Municipal de Maringá | PP      | Prefeito | 82.868            | 41,12% (2.º turno)   | 2.º               | Não eleito | [ 12 ] |
| 2024 | Municipal de Maringá | PP      | Prefeito | 131.819           | 65,57% (1.º turno)   | 1.º               | Eleito     | [ 13 ] |